# Derivarea inversei unei funcții

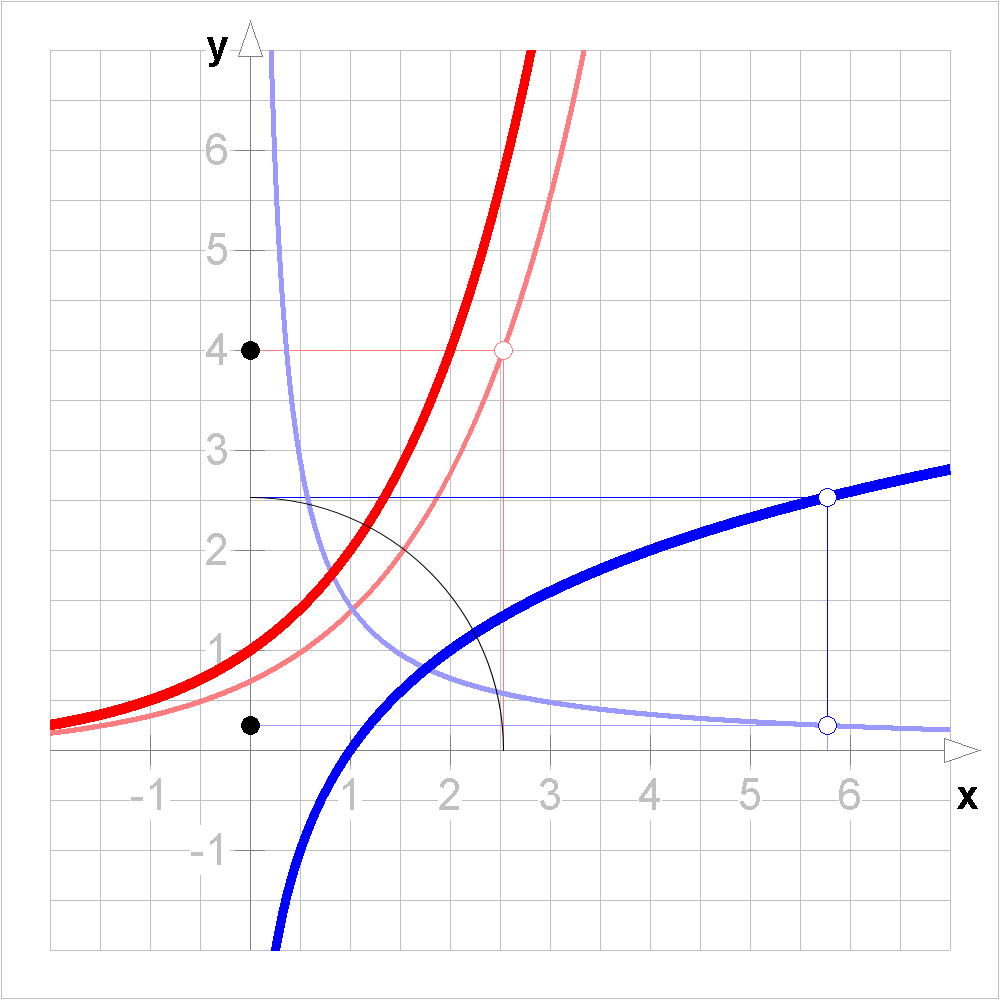
Curba groasă albastră și curba groasă ro
șie sunt inverse una față de cealaltă. O curbă subțire este derivata aceleiași curbe groase de aceeași culoare. Regula derivării inversei funcției:
Exemplu pentru :

În calculul diferențial derivarea inversei unei funcții se referă la formula folosită pentru a găsi derivata inversei unei funcții bijective și derivabile  f  în funcție de derivata lui  f. Mai exact, dacă inversa lui  {\displaystyle f} este notată prin {\displaystyle f^{-1},} unde {\displaystyle f^{-1}(y)=x} dacă și numai dacă {\displaystyle f(x)=y}, atunci regula derivării inversei unei funcții este în notația lui Lagrange
{\displaystyle \left[f^{-1}\right]'(a)={\frac {1}{f'\left(f^{-1}(a)\right)}}}
Această formulă este valabilă în general ori de câte ori {\displaystyle f} este continuă și injectivă pe un interval  I, cu {\displaystyle f} derivabilă în {\displaystyle f^{-1}(a)}({\displaystyle \in I}) unde {\displaystyle f'(f^{-1}(a))\neq 0}. Aceeași formulă este, de asemenea, echivalentă cu expresia
{\displaystyle {\mathcal {D}}\left[f^{-1}\right]={\frac {1}{({\mathcal {D}}f)\circ \left(f^{-1}\right)}},}
unde cu {\displaystyle {\mathcal {D}}} este notat operatorul de derivare unar (pe spațiul funcțiilor) și cu {\displaystyle \circ } este notată compunerea funcțiilor⁠(d).
Din punct de vedere geometric, o funcție și o funcție inversă au grafice care sunt reflexii față de dreapta {\displaystyle y=x.} Această operație de reflectare transformă panta oricărei linii în inversa sa.
Presupunând că {\displaystyle f} are o inversă în vecinătatea lui {\displaystyle x} și că derivata sa în acel punct este diferită de zero, inversa sa este garantat a fi derivabilă în {\displaystyle x} și are o derivată dată de formula de mai sus.
Regula derivării funcției inverse poate fi exprimată și în notația lui Leibniz. După cum sugerează această notație,
{\displaystyle {\frac {dx}{dy}}\,\cdot \,{\frac {dy}{dx}}=1}
Această relație se obține prin diferențierea ecuației {\displaystyle f^{-1}(y)=x} în fincție de x și, aplicând regula derivării funcțiilor compuse, rezultând că:
{\displaystyle {\frac {dx}{dy}}\,\cdot \,{\frac {dy}{dx}}={\frac {dx}{dx}}}
știind că derivata lui x în funcție de x este 1.

## Derivare
Fie {\displaystyle f} o funcție inversabilă (bijectivă) și {\displaystyle x} în domeniul lui {\displaystyle f}, și fie {\displaystyle y} în codomeniul lui {\displaystyle f.} Deoarece {\displaystyle f} este bijectivă, {\displaystyle y} este în intervalul lui {\displaystyle f.} De asemenea, aceasta înseamnă că {\displaystyle y} este în domeniul lui {\displaystyle f^{-1}} și că {\displaystyle x} este în codomeniul lui {\displaystyle f^{-1}.} Deoarece {\displaystyle f} este o funcție inversabilă, se știe că {\displaystyle f(f^{-1}(y))=y.} Regula derivării funcției inverse poate fi obținută calculând derivata acestei ecuații.
{\displaystyle {\dfrac {\mathrm {d} }{\mathrm {d} y}}f(f^{-1}(y))={\dfrac {\mathrm {d} }{\mathrm {d} y}}y}
Membrul drept este egal cu 1, iar regula derivării funcțiilor compuse poate fi aplicată membrului stâng:
{\displaystyle {\begin{aligned}{\dfrac {\mathrm {d} \left(f(f^{-1}(y))\right)}{\mathrm {d} \left(f^{-1}(y)\right)}}{\dfrac {\mathrm {d} \left(f^{-1}(y)\right)}{\mathrm {d} y}}&=1\\{\dfrac {\mathrm {d} f(f^{-1}(y))}{\mathrm {d} f^{-1}(y)}}{\dfrac {\mathrm {d} f^{-1}(y)}{\mathrm {d} y}}&=1\\f^{\prime }(f^{-1}(y))(f^{-1})^{\prime }(y)&=1\end{aligned}}}
Rearanjând, se obține:
{\displaystyle (f^{-1})^{\prime }(y)={\frac {1}{f^{\prime }(f^{-1}(y))}}}
În loc să se folosească {\displaystyle y} ca variabilă, se poate rescrie această ecuație folosind {\displaystyle a} ca intrare pentru {\displaystyle f^{-1}} și se obține:
{\displaystyle (f^{-1})^{\prime }(a)={\frac {1}{f^{\prime }\left(f^{-1}(a)\right)}}}

## Exemple
- {\displaystyle y=x^{2}} (pentru x pozitiv) are inversa {\displaystyle x={\sqrt {y}}}.

{\displaystyle {\frac {dy}{dx}}=2x\quad ;\quad {\frac {dx}{dy}}={\frac {1}{2{\sqrt {y}}}}={\frac {1}{2x}}}
{\displaystyle {\frac {dy}{dx}}\,\cdot \,{\frac {dx}{dy}}=2x\cdot {\frac {1}{2x}}=1}
În {\displaystyle x=0}, totuși există o problemă: graficul funcției rădăcinii pătrate devine vertical, corespunzând unei tangente orizontale pentru funcția de gradul al doilea.
- {\displaystyle y=e^{x}} (pentru x real) are inversa {\displaystyle x=\ln {y}} (pentru {\displaystyle y} pozitiv)

{\displaystyle {\frac {dy}{dx}}=e^{x}\quad ;\quad {\frac {dx}{dy}}={\frac {1}{y}}=e^{-x}}
{\displaystyle {\frac {dy}{dx}}\,\cdot \,{\frac {dx}{dy}}=e^{x}\cdot e^{-x}=1.}

## Proprietăți suplimentare
- Integrarea acestei relații dă

{\displaystyle {f^{-1}}(x)=\int {\frac {1}{f'({f^{-1}}(x))}}\,{dx}+C}
Acest lucru este util numai dacă integrala există. În special, avem nevoie ca {\displaystyle f'(x)} să fie diferit de zero în intervalul de integrare.
Rezultă că o funcție care are o derivată continuă are o inversă într-o vecinătate a fiecărui punct în care derivata este diferită de zero. Acest lucru se poate să nu fie adevărat dacă derivata nu este continuă.
- O altă proprietate, foarte interesantă și utilă, este următoarea:

{\displaystyle \int f^{-1}(x)\,{dx}=xf^{-1}(x)-F(f^{-1}(x))+C}
unde cu {\displaystyle F} este notată integrala nedefinită a lui {\displaystyle f.}
- Inversa derivatei lui f(x) prezintă și ea interes, deoarece este folosită pentru a arăta convexitatea transformării Legendre.

Fie {\displaystyle z=f'(x),} presupunând că {\displaystyle f''(x)\neq 0}:
{\displaystyle {\frac {d(f')^{-1}(z)}{dz}}={\frac {1}{f''(x)}}}
Asta poate fi prezentată cu notația precedentă {\displaystyle y=f(x).} Atunci:
{\displaystyle f'(x)={\frac {dy}{dx}}={\frac {dy}{dz}}{\frac {dz}{dx}}={\frac {dy}{dz}}f''(x)\Rightarrow {\frac {dy}{dz}}={\frac {f'(x)}{f''(x)}}}
Prin urmare:
{\displaystyle {\frac {d(f')^{-1}(z)}{dz}}={\frac {dx}{dz}}={\frac {dy}{dz}}{\frac {dx}{dy}}={\frac {f'(x)}{f''(x)}}{\frac {1}{f'(x)}}={\frac {1}{f''(x)}}}
Se poate generaliza acest rezultat prin inducție pentru orice număr întreg {\displaystyle n\geq 1,} cu {\displaystyle z=f^{(n)}(x)} a n-a derivată a lui {\displaystyle f(x),} iar cu {\displaystyle y=f^{(n-1)}(x),} presupunând că {\displaystyle f^{(i)}(x)\neq 0} pentru {\displaystyle 0<i\leq n+1}:
{\displaystyle {\frac {d(f^{(n)})^{-1}(z)}{dz}}={\frac {1}{f^{(n+1)}(x)}}}

## Derivate superioare
Regula derivării funcțiilor compuse de mai sus se obține prin derivarea identității {\displaystyle f^{-1}(f(x))=x} în funcție de x. Se poate continua același proces pentru derivatele superioare. Derivând identitatea de două ori în funcție de x se obține
{\displaystyle {\frac {d^{2}y}{dx^{2}}}\,\cdot \,{\frac {dx}{dy}}+{\frac {d}{dx}}\left({\frac {dx}{dy}}\right)\,\cdot \,\left({\frac {dy}{dx}}\right)=0}
care în continuare se simplifică la
{\displaystyle {\frac {d^{2}y}{dx^{2}}}\,\cdot \,{\frac {dx}{dy}}+{\frac {d^{2}x}{dy^{2}}}\,\cdot \,\left({\frac {dy}{dx}}\right)^{2}=0}
Înlocuind derivata întâi, folosind identitatea obținută mai devreme, se obține
{\displaystyle {\frac {d^{2}y}{dx^{2}}}=-{\frac {d^{2}x}{dy^{2}}}\,\cdot \,\left({\frac {dy}{dx}}\right)^{3}}
Similar, pentru derivata de ordinul al treilea:
{\displaystyle {\frac {d^{3}y}{dx^{3}}}=-{\frac {d^{3}x}{dy^{3}}}\,\cdot \,\left({\frac {dy}{dx}}\right)^{4}-3{\frac {d^{2}x}{dy^{2}}}\,\cdot \,{\frac {d^{2}y}{dx^{2}}}\,\cdot \,\left({\frac {dy}{dx}}\right)^{2}}
sau, folosind formula pentru derivata de ordinul al doilea,
{\displaystyle {\frac {d^{3}y}{dx^{3}}}=-{\frac {d^{3}x}{dy^{3}}}\,\cdot \,\left({\frac {dy}{dx}}\right)^{4}+3\left({\frac {d^{2}x}{dy^{2}}}\right)^{2}\,\cdot \,\left({\frac {dy}{dx}}\right)^{5}}
Aceste formule sunt generalizate la formula lui Faà di Bruno.
Aceste formule pot fi scrise și folosind notația lui Lagrange. Dacă f și g sunt inverse, atunci
{\displaystyle g''(x)={\frac {-f''(g(x))}{[f'(g(x))]^{3}}}}

## Exemplu
- {\displaystyle y=e^{x}} are inversa {\displaystyle x=\ln y}. Folosind formula pentru derivata de ordinul al doilea a funcției inverse,

{\displaystyle {\frac {dy}{dx}}={\frac {d^{2}y}{dx^{2}}}=e^{x}=y\quad ;\quad \left({\frac {dy}{dx}}\right)^{3}=y^{3}}
prin urmare,
{\displaystyle {\frac {d^{2}x}{dy^{2}}}\,\cdot \,y^{3}+y=0\quad ;\quad {\frac {d^{2}x}{dy^{2}}}=-{\frac {1}{y^{2}}}}
care corespunde cu calculul direct.